# Lagrida nitida
Lagrida nitida là một loài bọ cánh cứng trong họ Cerambycidae.